# De Boekzaal van Europe
De Boekzaal van Europe (La Bibliothèque européenne), est la première revue scientifique de langue néerlandaise, permettant même aux non-universitaires de prendre connaissance des dernières découvertes scientifiques, et publiée entre 1692 et 1702.

## Bref historique

### La collaboration entre Rabus et Van der Slaart
En aucun autre pays européen furent imprimés, à la fin du XVIIe siècle et au début du XVIIIe, autant de livres que dans la République, où régnait un climat de tolérance, inconnu ailleurs, permettant la publication de livres et de périodiques qui abordent des sujets osés. Dès lors, la République put devenir le plus grand fournisseur européen d'un genre nouveau : des revues savantes.
Les premières revues savantes en langues française et anglaise furent publiées en 1665 et comprennent des comptes rendus, c'est-à-dire des résumés de livres scientifiques dangereux dans la mesure où ils présentaient, pour la première fois dans l'histoire de l'Europe, les dernières découvertes scientifiques à un public plus large. Le droit à la connaissance était un des principes des Lumières mais, selon un dicton néerlandais, la connaissance égale le pouvoir. Il existait, par conséquent, aussi une certaine opposition à ces revues, venant, entre autres, de l'église, car la Bible et la science se contredisaient assez souvent ; ainsi, les revues révélèrent que les éclairs n'émanaient pas de Dieu, mais étaient simplement le résultat d'une décharge électrique.
Dans le premier fascicule de la revue, l'auteur, Pieter Rabus, fit la critique de l'un des livres les plus éclairés et les plus controversés de son temps : Betooverde Weereld (Le Monde enchanté) de Balthazar Bekker, paru en 1691, où la Bible est très critiquée et n'est plus considérée comme un livre sacré et irréfutable. De surcroît, Bekker, un prédicateur, voulant en finir avec toutes les superstitions, affirmait que les diables n'existent pas. Rabus trouvait tout cela si intéressant pour le lecteur qu'il fit le résumé du livre en non moins de 61 pages. Puis, il fit le compte rendu d'autres ouvrages de trois adversaires de Bekker, afin d'éveiller l'intérêt des lecteurs à ce sujet. Ailleurs, Rabus se montrait parfois plus enclin à ce qui serait considéré de nos jours comme de la superstition : ainsi, il croyait aux vertus de la baguette de sourcier.
Mais on abordait aussi des thèmes plus légers, tels que des gens qui savaient nager sous l'eau, ou l'histoire d'un garçon allemand qui avait avalé un couteau et dont la guérison miraculeuse fut décrite : après un an, trente semaines et trois jours le couteau s'était frayé un chemin hors du corps en provoquant des ulcères. Ceux qui s'intéressaient à l'histoire y trouvaient des sujets tels que la conquête du Mexique par les Espagnols ou un compte rendu du livre De historie der wijsgerige vrouwen (L'Histoire des femmes philosophes).
Rabus, comme l'un des premiers critiques littéraires des Provinces-Unies, s'occupait aussi de la littérature. Son compte rendu du recueil de poèmes de 1697 de son bon ami David van Hoogstraten, dont il fait l'éloge, fournit l'occasion de fustiger les lecteurs néerlandais qui s'intéressaient, selon lui, peu à la poésie. Rabus se montra beaucoup moins enthousiaste des Mengelstoffen van velerley stichtelijke Gezangen (Mélanges de divers hymnes de dévotion), de 1699, de Carolus Tuinman : « Ils ont tous été écrits dans l'objectif d'éduquer, mais pas tous les poèmes ont été aussi bien élaborés pour répondre aux exigences de la poésie. »
Grâce à l'expérience acquise par son travail effectué pour la Boekzaal, Rabus parvint à rassembler des connaissances diverses sur des gens célèbres et sur leurs idées, de la manière des encyclopédistes Bayle et Moréri, dans l'ouvrage inachevé intitulé Groote naamboek (Grand Livre des noms, 1698, 1703 2).

### La rupture de la relation entre Rabus et Van der Slaart

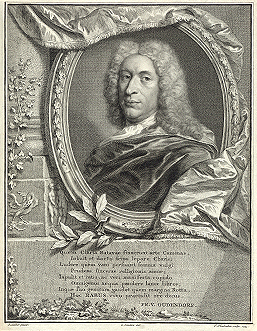
Portrait gravé de Pieter Rabus (1660-1702), par Bodekker/G. Sanders/J. Houbraken, notice explicative par Fr. van Oudendorp (1743).

En 1700, après une longue et fructueuse collaboration, la relation apparemment étroite entre Pieter Rabus et son éditeur Pieter van der Slaart fut rompue, et chacun publia désormais son propre périodique : Van der Slaart sous le nom de Boekzaal et Rabus sous celui de Twee-Maandelijke Uittreksels (Extraits bimensuels). En septembre de la même année, le conflit conduisit à l'accusation, formulée par Rabus, que Van der Slaart n'aurait pas rempli les obligations du contrat de 1692 : Van der Slaart aurait omis de lui payer son salaire et, de surcroît, de publier, en temps voulu, la copie fournie dans les formes prescrites par Rabus. Une autre raison, peut-être plus importante, était les prises de position éclairées des articles de Rabus. Son attitude libérale en matière de religion (qui est reflétée dans la Boekzaal, et dont il fit preuve à un moment où les autorités municipales de Rotterdam, influencées par le calvinisme à la Jurieu, ne se montraient pas toujours de leur côté le plus tolérant), l'intérêt porté par Rabus au cartésianisme (à cette époque, toujours une philosophie controversée), la lutte persistante contre la superstition et ses prises de position claires en défense de Balthazar Bekker dans la controverse autour de son Betooverde Wereld : par tout cela, Van der Slaart s'était sans doute attiré des difficultés (on l'a vu dans l'attitude manifestée par le consistoire de l'Église réformée). En outre, Rabus fulminait parfois sans ambages contre les auteurs dont il ne partageait pas les opinions, ce qui aurait fait affluer les plaintes écrites et même provoqué des annulations d'abonnements. Une certaine incompatibilité des humeurs jouait sans doute aussi un rôle : ainsi Van der Slaart défendait passionnément l'exercice de la médecine sympathique, alors que celle-ci était reçue avec scepticisme par Rabus et son ami Antoni van Leeuwenhoek.
Van der Slaart cessa la publication de la Boekzaal en 1702.
Lorsque mourut Rabus, le 13 janvier 1702, sa revue était devenue tellement indispensable qu'on continua à la publier encore un siècle après sa mort (avec une interruption pendant la période 1710-1716), mais sous d'autres noms, tels que Stemmen voor Waarheid en Vrede (Voix de la vérité et de la paix) et Boekzaal der Geleerde Waereld (Bibliothèque du monde savant), revue connue sous ce nom jusqu'en 1864, mais qui changea de caractère au cours du XVIIIe siècle, devenant de plus en plus une revue de prédicateurs.

## Ressources

### Sources
- (nl) De Boekzaal van Europe (1692-1702), [En ligne], [s. d.], [www.literatuurgeschiedenis.nl] (projet sous la direction de Cees Klapwijk).
- (nl) Lysen, Jojet, et Peter Rietbergen. « II, 8. De drukkersperikelen rond 1700 », Pieter Rabus en de Boekzaal van Europe 1692-1702 (réd. J. Bots), Amsterdam, Holland Universiteits Pers, 1974, p. 1-109.
- (nl) Nieuweboer, E.C.J. Rabus, Pieter, De Nederlandse en Vlaamse auteurs van middeleeuwen tot heden met inbegrip van de Friese auteurs (réd. Gerrit Jan van Bork et Pieter Jozias Verkruijsse), Weesp, De Haan, 1985, p. 466.
- (en) Schama, Simon. The embarrassment of riches: an interpretation of Dutch culture in the Golden Age, University of California Press, 1988  (ISBN 0-520-06147-0), p. 147.